# Skalisko
Skalisko [skaˈliskɔ] (tiếng Đức: Skallischen)  là một khu định cư ở quận hành chính của Gmina Budry, trong huyện Węgorzewski, Warmińsko-Mazurskie, ở miền bắc Ba Lan, gần biên giới với Kaliningrad của Nga.
Trước năm 1945, khu vực này là một phần của Đức (Đông Phổ). Sau chiến tranh, nó trở thành một phần của Ba Lan.